# Archidiecezja Hobart
Archidiecezja Hobart – archidiecezja Kościoła rzymskokatolickiego, podległa bezpośrednio Stolicy Apostolskiej. Obejmuje całe terytorium stanu Tasmania. Powstała 5 kwietnia 1842 jako wikariat apostolski Hobart. Już po trzech tygodniach - 22 kwietnia 1842 - wikariat podniesiony został do rangi diecezji. 3 sierpnia 1888 stała się ona archidiecezją.